# Pterolophia flavomarmorata
Pterolophia flavomarmorata är en skalbaggsart som beskrevs av Stefan von Breuning 1963. Pterolophia flavomarmorata ingår i släktet Pterolophia och familjen långhorningar.
Artens utbredningsområde är Laos. Inga underarter finns listade i Catalogue of Life.